# Polyplectropus phrixos
Polyplectropus phrixos is een schietmot uit de familie Polycentropodidae. De soort komt voor in het Oriëntaals gebied.